# 20D/Westphal
20D/Westphal – kometa okresowa, należąca do grupy komet typu Halleya.

## Odkrycie i nazwa
Kometę tę odkrył astronom Justus Georg Westphal 24 lipca 1852 roku w obserwatorium w Getyndze (Niemcy).
W nazwie znajduje się zatem jego nazwisko.

## Orbita komety
Orbita komety 20D/Westphal ma kształt bardzo wydłużonej elipsy o mimośrodzie 0,91. Jej peryhelium znajduje się w odległości 1,25 j.a., aphelium zaś 30 j.a. od Słońca. Jej okres obiegu wokół Słońca wynosi ponad 61 lat, nachylenie do ekliptyki to wartość 40,9˚.

## Właściwości fizyczne
Jądro tej komety ma wielkość kilka lub kilkanaście km. Obecnie kometa ta uznawana jest za zaginioną, gdyż nie zaobserwowano jej podczas powrotu w 1976 roku.